# Monarcas Morelia Femenil
El Atlético Morelia Femenil, S. A. de C. V., conocido comúnmente como Monarcas Morelia Femenil o simplemente Morelia,  es un club de fútbol mexicano profesional con sede en el estadio José María Morelos y Pavón en Morelia, Michoacán. Fue fundado en noviembre de 2017 y participaba en la Liga MX Femenil hasta su desaparición en 2020. Actualmente, participa en la Liga de Expansión MX Femenil desde su refundación en junio de 2020. Es la rama femenil del equipo Monarcas Morelia.

## Historia

### Origen
Las canarias de Morelia fueron creadas como consecuencia de la decisión tomada en la Asamblea de Dueños de los equipos de la Liga Bancomer MX, quienes el 5 de diciembre del 2016 anunciaron la creación de la Primera División Femenil de México (más conocida como Liga MX Femenil), que se conformaría por equipos femeniles de cada uno de los clubes que participan en la Liga MX, contando con al menos 21 jugadoras cada uno, y que arrancaría en el siguiente año futbolístico a partir de julio de 2018.
Por dicha noticia, Monarcas Morelia se dio a la tarea de reclutar a sus jugadoras y pocos días después, el 29 de diciembre de ese mismo año el club anunció que realizaría visorias de jugadoras del 4 al 6 de enero de 2017. A la convocatoria de Monarcas respondieron cerca de 550 jugadoras nacidas entre 1994 y 2004, quienes hicieron las pruebas para formar parte del representativo femenil en las categorías sub-23 y sub-17, y después de varias semanas se conformó el plantel que viviría su primera experiencia “profesional”, al ser parte de los 12 clubes que participaron en la Copa de la Liga MX Femenil 2017, la cual se disputó del 3 al 6 de mayo de 2017, en las instalaciones de la Federación Mexicana de Futbol.

### Primera experiencia profesional
Bajo el mandato de la DT Verónica Hernández, las canarias participaron en la Copa de la Liga MX, colocándose en el grupo 1 junto con Pachuca Femenil, Toluca Femenil y Guadalajara, su primer encuentro fue el miércoles, 3 de mayo de 2017 enfrentándose a las diablas del Toluca cayendo por un marcador de 2-1, en la jornada 2 (jueves, 4 de mayo de 2017) se enfrentaron a las favoritas del certamen las Tuzas del Pachuca, las cuales superaron ampliamente a las roji-amarillas, por 6 goles a 2, en el último encuentro se enfrentó a las roji-blancas, (las cuales también habían perdido sus 2 primeros encuentros), en un encuentro muy cerrado en el cual las de la perla tapatía terminaron llevándose los 3 puntos dejando a las purepechas en el lugar 11 de la general.

### Torneo Apertura 2019 - La consolidación
Para el torneo Apertura, el equipo tuvo diversos cambios: Se respaldó al profesor Filadelfo Rangel y a su auxiliar Israel Contreras y se reforzó el cuerpo técnico con la inclusión del preparador físico Luis Guillermo Arellano Acero, quien cuenta con experiencia en equipos de primera división mexicana y haber sido parte del cuerpo técnico de la selección mexicana sub-17 campeona del mundo en 2005.
Del mismo modo, el área médica con los doctores Rafael García Ramírez, con experiencia en selecciones nacionales olímpicas y en fuerzas básicas de Monarcas, y la doctora Estefanía Calderón, con trabajo en selecciones nacionales de Atletismo y Judo, así como futbol universitario.
El torneo se inició con partidos complicados contra Monterrey y Toluca, el recién incorporado Cd Juárez, Cruz Azul, Tigres y América; contra quienes se cosecharon solamente 4 puntos, con 14 goles en contra y solo 9 a favor.Pero a partir de la jornada 7 iniciaría la mejor racha histórica de triunfos de un club que nunca había hilvanado 2 triunfos seguidos; ganándole al Atlético San Luis, Necaxa, León y Puebla, metiendo 9 goles y recibiendo solamente 2, con grandes actuaciones de Dalia Molina, Karla Jiménez y Alejandra Lúa en la ofensiva y de Diana García, Michelle Guerrero y Guadalupe Ruiz en la zona baja.
Sin embargo para la siguiente jornada tendrían un difícil rival con la visita a Xolas de Tijuana, equipo plagado de seleccionadas nacionales, y complicando el partido con una expulsión tempranera de Fer Sandoval. El encuentro terminaría perdiéndose 4-1. Después vendrían dos empates, primero contra Atlas en Morelia y después contra Pumas en la cantera, complicando la calificación a liguilla.
El equipo retomaría la senda del triunfo contra Querétaro con doblete de Liz Rodríguez, consolidándose como un rival duro en casa teniendo un solo descalabro de local.
Pero después pagaría la visita a Guadalajara, recibiendo goles en el primer minuto de cada tiempo y complicando el pase a liguilla faltando Pachuca sublíder, Santos y Veracruz.
En la visita de Pachuca al coloso del Quinceo se daría un duelo lleno de emociones con gol de la capitana Dalia Molina al minuto 1, luego Pachuca remontaría antes de acabar el primer tiempo. El partido se mantuvo 2-1 hasta el minuto 80 cuando Alejandra Lúa metió el del empate, pero apenas 5 minutos después Pachuca volvería a ponerse al frente. Cuando todo parecía que terminaría en triunfo visitante, Guadalupe Cruzaley anotó el del 3-3 definitivo en el 90, dejando a Monarcas con posibilidades matemáticas de calificar.
Para el partido contra Santos en la Comarca, se necesitaba ganar y seguir esperando resultados, sin embargo, con la ausencia de Alejandra Lúa se veía difícil. El partido inició con un gol tempranero por parte de las locales apenas al segundo 14, pero las Monarcas nunca bajarían los brazos y con un excelente juego de Michelle "Sombra" Guatemala obtendrían el empate  tras una falta sobre ella y un gran cobro de Karla Jiménez que terminaría en una media tijera de Cruzaley. Para el segundo tiempo la recién ingresada Jocelyn Flores metería el gol de la remontada tras avivarse en un pase de la central de santos a su portera, metiendo el 2-1 definitivo a favor de la monarquía, que llegaría a la última jornada necesitando ganar ante Veracruz por 5 goles y esperando que Chivas, Toluca o Xolos perdieran su último juego para acceder a su primera liguilla.

### Años 2020: Cambio de franquicia
El 2 de junio de 2020, mediante un comunicado el club hace oficial su mudanza a Mazatlán, Sinaloa, creando así el Mazatlán Fútbol Club, de esta manera Monarcas Morelia dejó de participar en la Primera División de México, al igual que la rama femenil en la Primera División Femenil de México. El 26 de junio se anunció en la Asamblea Ordinaria de Clubes del fútbol mexicano que el Club Atlético Zacatepec trasladaría su franquicia a Morelia, Michoacán, cambiando de nombre a Club Atlético Morelia y jugando en el Estadio Morelos. El 27 de junio se presentó al equipo de manera oficial, además, se recuperó el nombre y escudo históricos de la institución, utilizados antes del cambio de nombre a Monarcas, actualmente participando en la Liga de Expansión MX, al igual que la rama femenil en la Liga de Expansión MX Femenil.

## Instalaciones

### Estadio

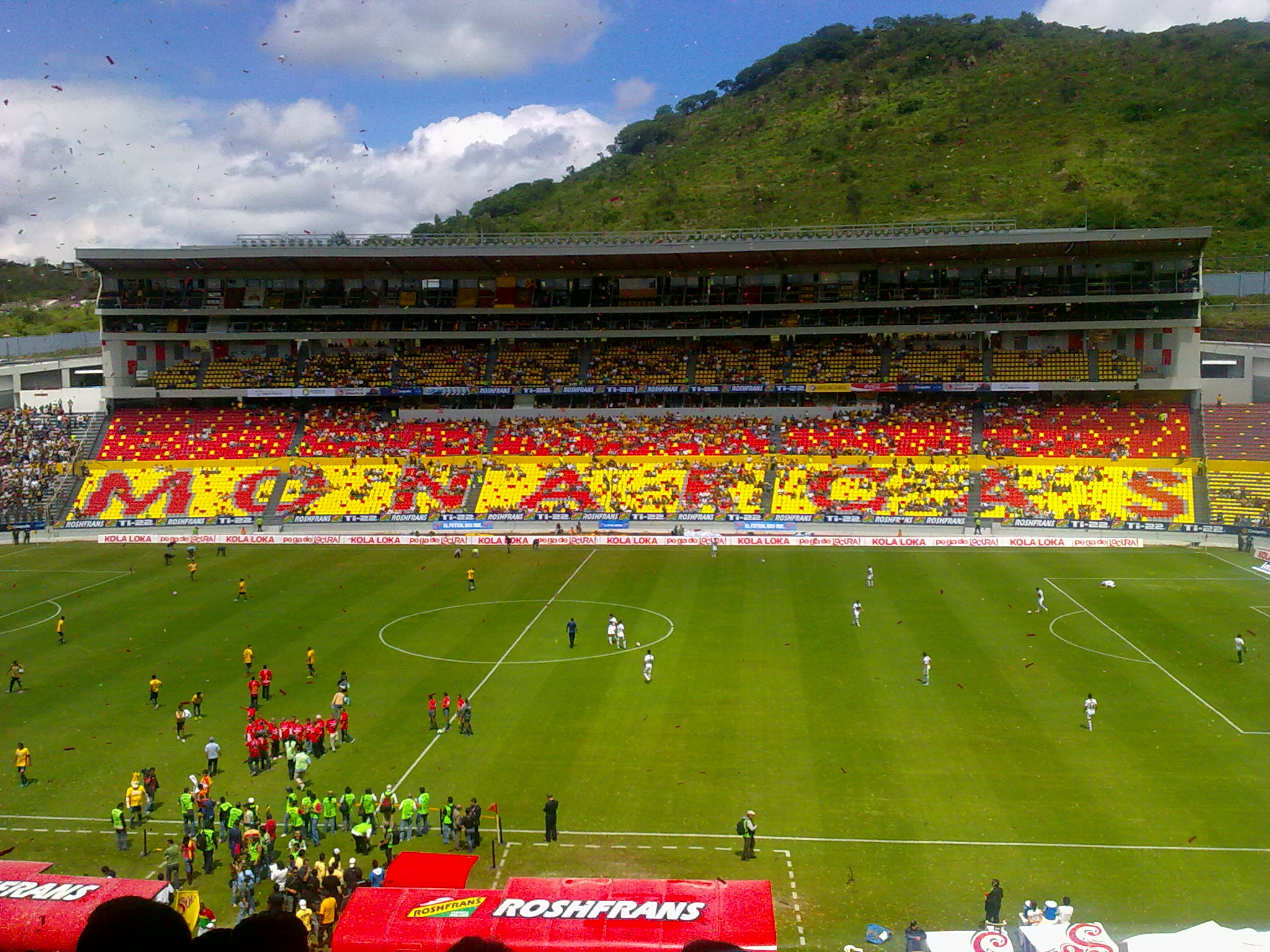
Estadio Morelos.

El estadio Morelos es un estadio de fútbol ubicado sobre el periférico Paseo de la República, en el sector Independencia, al noroeste de la ciudad de Morelia, Michoacán, México. Es sede de los equipos de fútbol profesionales de Monarcas Morelia. Asimismo, en este inmueble se han llevado a cabo eventos diversos, como conciertos, reuniones de carácter religioso y misas. Su nombre oficial, "Estadio Generalísimo José María Morelos y Pavón" fue puesto para honrar la memoria de este héroe de la Independencia de México, oriundo de la ciudad de Valladolid, hoy Morelia.
La forma del estadio es irregular, porque mientras en las cabeceras (localidades por detrás de las porterías) cuenta con un solo nivel y 32 gradas, a lo largo de las bandas tiene 4 niveles (uno de graderías, uno de plateas y dos de palcos) y 49 gradas.
El Estadio Morelos, como se le llama comúnmente, es la casa de la Monarquía, un inmueble en constante mejora, ha logrado ubicarse entre los mejores, no solo de México, sino a nivel continental.[cita requerida] Sus espectadores tienen una clara visibilidad desde cualquier asiento, ya que el piso de las gradas está construido conforme al trazo de una curva denominada isóptica vertical.
Su capacidad lo coloca como el octavo estadio más grande de México, por debajo de otros escenarios como el Estadio Azteca, el Estadio Olímpico Universitario, el Estadio Jalisco, el Estadio BBVA Bancomer, el Estadio Cuauhtémoc, el Estadio Omnilife y el Estadio Universitario.
Entre algunos eventos internacionales hablando en el aspecto deportivo, ha sido partícipe en la Copa Libertadores de América en cuartos de final, la final en la Copa de Campeones de la Concacaf, la Concacaf Liga de Campeones y cuatro finales de la Primera División de México.
Además de haber sido la sede inaugural de la Copa Mundial de Fútbol Sub-17 de 2011 con el partido de México contra Corea del Norte, albergando también varios encuentros de grupo y de octavos de final, además de un encuentro de cuartos de final.

## Derechos de Transmisión
Para el Apertura 2017 el equipo aun no contaba con derechos de televisión, por lo cual sus encuentros no eran transmitidos por ninguna cadena, hoy en día la cadena AYM SPORTS es la encargada de llevar los partidos de las canarias a todo México mediante megacable canal 320, la página web internetvdeportes.com y Facebook live en "InternetvDeportes".

## Uniforme
- Uniforme local: Camiseta amarilla con rayas verticales rojas y detalles azules, pantalón azul y medias con degradado amarillo y rojo.
- Uniforme visitante: Camiseta negra con detalles amarillos y grises, pantalón y medias negras con detalles amarillos.
- Uniforme alternativo: Camiseta blanca con detalles rosas, pantalón blanco y medias con degradado rosa y blanco.

| Primer Uniforme | Segundo Uniforme | Tercer Uniforme |

### Proveedor
| Período     | Proveedor |
| ----------- | --------- |
| 2017 - 2020 | Pirma     |

## Jugadoras

### Destino posterior a la disolución
| Jugadora            | Posición      | Destino                |
| ------------------- | ------------- | ---------------------- |
| Diana García        | Portera       | Querétaro Fútbol Club  |
| Deheny Rodríguez    | Defensa       | Mazatlán Fútbol Club   |
| Marypaz Barbosa ⌂   | Defensa       | Querétaro Fútbol Club  |
| Nallely Magaña      | Defensa       | Mazatlán Fútbol Club   |
| María Cruzaley      | Defensa       | Retiro                 |
| Tania Cortés        | Mediocampista | Mazatlán Fútbol Club   |
| Nadia Barriga       | Mediocampista | Retiro                 |
| Madeleine Pasco ⌂   | Mediocampista | Mazatlán Fútbol Club   |
| Dalia Molina ⌂      | Delantera     | Club América           |
| Lizette Rodríguez ⌂ | Delantera     | Querétaro Fútbol Club  |
| Karla Jiménez       | Mediocampista | Club de Fútbol Pachuca |

| Jugadora             | Posición      | Destino                    |
| -------------------- | ------------- | -------------------------- |
| María Sandoval       | Defensa       | Mazatlán Fútbol Club       |
| Michell Guerrero     | Defensa       | Mazatlán Fútbol Club       |
| Alejandra Calderón ⌂ | Mediocampista | Querétaro Fútbol Club      |
| María Ruíz           | Defensa       | Retiro                     |
| Andrea Torres        | Mediocampista | Deportivo Toluca           |
| Diana Guatemala ⌂    | Mediocampista | Deportivo Toluca           |
| María Ayala          | Portera       | Club Deportivo Guadalajara |
| Liliana Hernández    | Mediocampista | Mazatlán Fútbol Club       |
| Lucero Lara          | Defensa       | Club Santos Laguna         |
| María Quezadas       | Mediocampista | Retiro                     |
| Sahiry Cruz ⌂        | Defensa       | FC Juárez                  |

## Plantillas Importantes

### 11 Inicial en Copa
Monarcas Morelia Femenil, inicia la era profesional enfrentando en la Copa MX, el 3 de mayo de 2017, en punto de las 10:00hrs cayendo por marcador de 2-1 contra Toluca Femenil en la cancha 2 de la FMF.
| Alineación: - Lizette Rodríguez - Martha Carrillo - Selene González - Isamar Toledo - Carolina Piñón - María Gutiérrez - Alejandra Calderón - Daniela Vázquez - Andrea Torres - Dalia Molina - Jazmín Díaz - D.T. Verónica Hernández |  | L. Rodríguez C.Piñon S.Gonzalez I. Toledo M. Carrillo M. Gutierrez A. Torres A.Calderon D.Vazquez D.Molina J.Díaz |  |

### 11 Inicial en Liga
Monarcas Morelia Femenil, comienza el Apertura 2017, el 29 de julio de 2017, en punto de las 12:30hrs ganando en el Morelos y Pavón, 2-1 contra Tiburones Rojos de Veracruz Femenil.
| Alineación: - María Ayala - Isamar Toledo - Candy Hernández - Eleisa Santos - Nallely Magaña - Andrea Torres - Nadia Barriga - Karla Jiménez - Guadalupe Arellano - Mónica Villaseñor - María Sandoval - D.T. Verónica Hernández |  | M. Ayala C.Hernandez N.Magaña I. Toledo E. Santos G.Arellano A. Torres K.Jimenez N.Barriga M.Sandoval M.Villaseñor |  |

### Último Partido Profesional
Las canarias culminan su participación en la Liga MX Femenil el 20 de marzo de 2020, en el torneo Clausura 2020, enfrentándose al Querétaro Fútbol Club en sus instalaciones. El encuentro terminó con una derrota por 1-0. El equipo fue refundado el 26 de junio de 2020, y en la actualidad, es reconocido bajo el nombre de Club Atlético Morelia Femenil y ahora participa en la Liga de Expansión MX Femenil, pero se encuentra inactivo, ya que no ha tenido una reaparición desde ese entonces a causa de adeudos.
| Alineación: - Diana García - Marypaz Barbosa - Nallely Magaña - María Cruzaley - Michell Guerrero - Sahiry Cruz - Tania Cortes - Alejandra Calderón - Diana Guatemala - Liliana Hernández - Lizette Rodríguez - D.T. Filadelfo Rangel |  | D. García M. Barbosa N. Magaña M. Cruzaley M. Guerrero S. Cruz T. Cortes A. Calderón M. Guatemala L. Hernández L. Rodríguez |

## Estadísticas

### Copa de la Liga
Actualizado al último partido disputado el: 5 de mayo de 2017
| TORNEO        | PJ | PG | PE | PP | GF | GC | DIF | PTS | LOGRO              | EFE (%) |
| ------------- | -- | -- | -- | -- | -- | -- | --- | --- | ------------------ | ------- |
| Clausura 2017 | 3  | 0  | 0  | 3  | 4  | 10 | -6  | 0   | 11.º               | 0       |
| Total         | 3  | 0  | 0  | 3  | 4  | 10 | -6  | 0   | 11.º lugar general | 0 %     |

### Primera División
Actualizado al último partido disputado el: 13 de marzo de 2020
| TORNEO        | PJ | PG | PE | PP | GF | GC  | DIF | PTS | POSICIÓN                                     | LOGRO                                        | EFE (%) |
| ------------- | -- | -- | -- | -- | -- | --- | --- | --- | -------------------------------------------- | -------------------------------------------- | ------- |
| Apertura 2017 | 14 | 5  | 1  | 8  | 10 | 29  | -19 | 16  | 11.º                                         | –                                            | 38.1    |
| Clausura 2018 | 14 | 0  | 3  | 11 | 8  | 47  | -39 | 3   | 16.º                                         | –                                            | 7.1     |
| Apertura 2018 | 16 | 3  | 4  | 9  | 15 | 34  | -19 | 13  | 13.º                                         | –                                            | 27.1    |
| Clausura 2019 | 16 | 3  | 5  | 8  | 20 | 32  | -12 | 14  | 14.º                                         | –                                            | 29.2    |
| Apertura 2019 | 18 | 8  | 4  | 6  | 30 | 28  | 2   | 28  | 9.º                                          | –                                            | 51.9    |
| Clausura 2020 | 10 | 4  | 1  | 5  | 14 | 12  | 2   | 13  | Suspendido debido a la pandemia por COVID-19 | Suspendido debido a la pandemia por COVID-19 | 43.3    |
| Total         | 88 | 23 | 18 | 47 | 97 | 182 | -85 | 87  | 13.º                                         | 9.º lugar en clasificación                   | 33 %    |

## Goles históricos

### Goles en Copa
| Gol                                       | Fecha             | Jugador                  | Rival            | Resultado | Notas           |
| ----------------------------------------- | ----------------- | ------------------------ | ---------------- | --------- | --------------- |
| 1                                         | 3 de mayo de 2017 | Alejandra Calderón (43') | Deportivo Toluca | 2 - 1     | Primer gol Copa |
| Fecha de actualización: 5 de mayo de 2017 |                   |                          |                  |           |                 |

### Goles en Liga
| Gol                                         | Fecha                 | Jugador                  | Rival                                      | Resultado | Notas                                                                                  |
| ------------------------------------------- | --------------------- | ------------------------ | ------------------------------------------ | --------- | -------------------------------------------------------------------------------------- |
| 1                                           | 29 de julio de 2017   | Nadia Barriga (18')      | Club Deportivo Tiburones Rojos de Veracruz | 2 - 1     | Primer gol Liga                                                                        |
| Gol "más joven"                             | 18 de octubre de 2017 | Layla García (89')       | Club Tijuana                               | 1 - 0     | El gol más joven en la liga, se anotó por Layla García a los 12 años 10 meses 23 días. |
| 50                                          | 31 de marzo de 2019   | Alejandra Calderón (62') | Club Deportivo Guadalajara                 | 1 - 2     | Gol 50 en liga                                                                         |
| Último                                      | 13 de marzo de 2020   | Lizette Rodríguez (59')  | Querétaro Fútbol Club                      | 0 - 3     | Último gol en Liga                                                                     |
| Fecha de actualización: 13 de marzo de 2020 |                       |                          |                                            |           |                                                                                        |

## Máximas goleadoras

### Máximas goleadoras en liga
Actualizado al último partido disputado el: 13 de marzo de 2020
| Pos | Nacionalidad | Nombre             | Goles |
| --- | ------------ | ------------------ | ----- |
| 1.º | México       | Dalia Molina       | 21    |
| 2.º | México       | Karla Jiménez      | 12    |
| 3.º | México       | Lizette Rodríguez  | 11    |
| 4.º | México       | María Cruzaley     | 10    |
| 5.º | México       | Alejandra Calderón | 9     |
| 6.º | México       | Nadia Barriga      | 5     |
| 7.º | México       | Eleisa Santos      | 4     |
| 7.º | México       | Madeleine Pasco    | 4     |
| 9.º | México       | Estela Gómez       | 3     |
| 9.º | México       | Jocelyn Flores     | 3     |
| 9.º | México       | Liliana Hernández  | 3     |

| Máximas goleadoras en temporada regular                | Máximas goleadoras en temporada regular | Máximas goleadoras en temporada regular | Máximas goleadoras en temporada regular |
| Pos                                                    | Nacionalidad                            | Nombre                                  | Goles                                   |
| ------------------------------------------------------ | --------------------------------------- | --------------------------------------- | --------------------------------------- |
| 1.º                                                    | México                                  | Dalia Molina                            | 21                                      |
| 2.º                                                    | México                                  | Karla Jiménez                           | 12                                      |
| 3.º                                                    | México                                  | Lizette Rodríguez                       | 11                                      |
| 4.º                                                    | México                                  | María Cruzaley                          | 10                                      |
| 5.º                                                    | México                                  | Alejandra Calderón                      | 9                                       |
| Máximas goleadoras en temporada regular                |                                         |                                         |                                         |
| Pos                                                    | Nacionalidad                            | Nombre                                  | Goles                                   |
| El Atlético Morelia no tuvo participación en liguilla. |                                         |                                         |                                         |

### Máximas anotadoras por temporada
| Máximas anotadoras por temporada de copa MX      | Máximas anotadoras por temporada de copa MX | Máximas anotadoras por temporada de copa MX |
| Torneo                                           | Jugadora                                    | Goles                                       |
| ------------------------------------------------ | ------------------------------------------- | ------------------------------------------- |
| Copa MX 2017                                     | Alejandra Calderón                          | 2                                           |
| Máximas anotadoras por temporada regular de liga |                                             |                                             |
| Torneo                                           | Jugadora                                    | Goles                                       |
| Apertura 2017                                    | Nadia Barriga                               | 3                                           |
| Clausura 2018                                    | Dalia Molina                                | 3                                           |
| Apertura 2018                                    | Lizette Rodríguez                           | 4                                           |
| Apertura 2018                                    | Madeleine Pasco                             | 4                                           |
| Clausura 2019                                    | Dalia Molina                                | 5                                           |
| Apertura 2019                                    | Dalia Molina                                | 8                                           |
| Clausura 2020 *                                  | Lizette Rodríguez                           | 4                                           |

| Máximas anotadoras por liguilla                        | Máximas anotadoras por liguilla | Máximas anotadoras por liguilla |
| Torneo                                                 | Jugadora                        | Goles                           |
| ------------------------------------------------------ | ------------------------------- | ------------------------------- |
| El Atlético Morelia no tuvo participación en liguilla. |                                 |                                 |

## Entrenadores
Actualizado al último partido disputado el: 13 de marzo de 2020
| Entrenador         | Temporada     | PJ | PG | PE | PP | TR | GF | GC  | DG  | PTS | POS                                          | Resultado                                    | EFE (%) |
| ------------------ | ------------- | -- | -- | -- | -- | -- | -- | --- | --- | --- | -------------------------------------------- | -------------------------------------------- | ------- |
| Verónica Hernández | Copa MX 2017  | 3  | 0  | 0  | 3  | 0  | 4  | 10  | -6  | 0   | 11.º                                         | Fase de grupos                               | 0.0     |
| Verónica Hernández | Apertura 2017 | 14 | 5  | 1  | 8  | 0  | 10 | 29  | -19 | 16  | 11.º                                         | Fase de grupos                               | 38.1    |
| Verónica Hernández | Clausura 2018 | 14 | 0  | 3  | 11 | 0  | 8  | 47  | -39 | 3   | 16.º                                         | Fase de grupos                               | 7.1     |
| Verónica Hernández | Total         | 31 | 5  | 4  | 22 | 0  | 22 | 86  | -64 | 19  | 13.º                                         | Fase de grupos                               | 20.4 %  |
| Filadelfo Rangel   | Apertura 2018 | 16 | 3  | 4  | 9  | 0  | 15 | 34  | -19 | 13  | 13.º                                         | Fase de grupos                               | 27.1    |
| Filadelfo Rangel   | Clausura 2019 | 16 | 3  | 5  | 8  | 0  | 20 | 32  | -12 | 14  | 14.º                                         | Fase de grupos                               | 29.2    |
| Filadelfo Rangel   | Apertura 2019 | 18 | 8  | 4  | 6  | 0  | 30 | 28  | 2   | 28  | 9.º                                          | Fase regular                                 | 51.9    |
| Filadelfo Rangel   | Clausura 2020 | 10 | 4  | 1  | 5  | 0  | 14 | 12  | 2   | 13  | Suspendido debido a la pandemia por COVID-19 | Suspendido debido a la pandemia por COVID-19 | 43.3    |
| Filadelfo Rangel   | Total         | 60 | 18 | 14 | 28 | 0  | 79 | 106 | -27 | 68  | 12.º                                         | Fase Regular                                 | 37.8 %  |